# Synsepal słodki
Synsepal słodki (Synsepalum dulcificum) — gatunek z rodziny sączyńcowatych (Sapotaceae) pochodzący z Afryki Zachodniej.
Krzew lub niewielkie drzewo o liściach wiecznie zielonych. Kwitnie kilka razy w roku, dając małe czerwone owoce podobne do jagód lub owoców dzikiej róży, z pojedynczym nasionkiem wielkości ziarenka kawy. Komercyjnie uprawia się go w Tajlandii, na Tajwanie, w Ghanie i Stanach Zjednoczonych (Floryda).
Zawierają glikoproteid (mirakulinę), powodujący, że przez około piętnaście minut po rozprowadzeniu na języku zmiażdżonego owocu, jedzenie kwaśnych potraw takich jak cytryny, kwaśna śmietana, czy też ocet daje odczucie jedzenia czegoś słodkiego. W związku z tym w języku angielskim jedną z nazw owoców synsepala słodkiego jest miracle fruit (ang. cudowny owoc).